# Pee-wee's Big Adventure
Pee-wee's Big Adventure è un film statunitense del 1985 diretto da Tim Burton, con protagonista il personaggio di Pee-wee Herman, interpretato da Paul Reubens.
Il film ha avuto due sequel: Big Top Pee-wee - La mia vita picchiatella (1988) e Pee-wee's Big Holiday (2016), mentre tra il 1986 e il 1990 viene mandata in onda la serie TV Pee-wee's Playhouse.

## Trama
Pee-wee Herman, uno strano tipo che si comporta come un bambino, ama la sua bicicletta più di ogni altra cosa al mondo e si rifiuta di venderla alla sua nemesi, Francis Buxton, un simile uomo-bambino, ricco vicino del protagonista. Dopo aver visitato un negozio di biciclette, la cui dipendente Dottie ha una cotta non ricambiata per lui, e uno di scherzi e magia, Pee-wee scopre che la bici è stata rubata. Infuriato, si dirige da Francis, credendo che sia stato lui a rubarla, ma il padre di questi lo convince che il figlio era a casa quando la bici è stata rubata. Siccome la polizia non intende fare ricerche per trovare la bici rubata (in quanto trattasi di un crimine comune), Pee-wee dà inizio a una stra-pubblicizzata campagna di ricerche, offre una ricompensa di diecimila dollari e tiene un infruttuoso raduno di amici e vicini per trovare la bicicletta, ma rifiuta le offerte di aiuto; invece Francis, che ha davvero rubato la bici, rimane turbato dalla persistenza di Pee-wee e pertanto paga qualcuno per sbarazzarsi del veicolo.
Disperato per la perdita, Pee-wee fa visita a una veggente, che lo truffa dicendogli che la bici è nascosta nello scantinato della missione di Alamo, a San Antonio in Texas. Pee-wee inizia così il suo viaggio, facendo inizialmente l'autostop e viene accompagnato da un uomo chiamato Mickey, un evaso in fuga dalla legge; questi abbandona Pee-wee quando, sbadatamente, quest'ultimo per poco non li fa ammazzare mentre guida.
Il protagonista ottiene poi un passaggio dalla sinistra camionista Large Marge, che in seguito, in un'area di servizio a forma di T-Rex, scoprirà essere un fantasma. Nel bar scopre che gli manca il portafoglio (avendolo lasciato alla sensitiva nella fretta) e paga il suo pasto lavando i piatti; lì conosce Simone, un'amichevole cameriera col desiderio di vedere Parigi e la incoraggia a inseguire il suo sogno, tuttavia l'enorme fidanzato della ragazza, Andy, pensa che lei e Pee-wee siano amanti e dunque insegue furioso quest'ultimo, che scappa e si rifugia in un vagone di un treno in movimento, dove sviene e sogna di vedere il T-Rex del bar divorare la bicicletta. Arrivato a San Antonio il giorno dopo, scopre che all'Alamo non ci sono scantinati, comprendendo così che il suo intero viaggio è stato uno spreco di tempo.
Pee-wee dunque si reca a una stazione di autobus per ritornare a casa, da cui telefona a Dottie per scusarsi per il suo comportamento. Alla stazione però incrocia nuovamente Simone (la quale si sta preparando a partire per Parigi dopo aver rotto con Andy e lo incoraggia a non rinunciare a cercare la sua bicicletta) e in seguito anche il suo ex, che lo insegue furioso. Per un equivoco durante l'inseguimento Pee-wee quasi vince il record mondiale di rodeo ma viene eliminato, mentre Andy viene inseguito da un toro. Più tardi il protagonista entra in litigio con una gang di motociclisti in un bar per aver fatto cadere accidentalmente le loro motociclette. Per la paura di essere ucciso da loro, Pee-wee balla sulle note del brano Tequila e vince il rispetto dei motociclisti. Questi gli danno una moto, ma subito dopo Pee-wee la distrugge e finisce in ospedale, dove fa un altro sinistro sogno in cui vede la sua bici seviziata da infernali clown-medici. Dopo essersi svegliato, scopre alla televisione che la sua bicicletta è ora in possesso di Kevin Morton, un bambino viziato che attualmente recita in un film con il veicolo in bella vista.
Pee-wee quindi guarisce e riesce a infiltrarsi nei Warner Brothers Studios a Burbank, in California. Una volta trovato il set nel quale Kevin recita, Pee-wee si traveste da suora per potersi riprendere la bici, ma viene scoperto e inseguito dallo staff di sicurezza della Warner Bros. attraverso vari set; diversi attori e comparse, tra cui bagnanti, un Babbo Natale, un uomo col costume da Godzilla e la band dei Twisted Sister, vengono spazzati via durante l'inseguimento. Usando i gadget aggiunti della sua bici, Pee-wee riesce a evadere le guardie e scappare dagli studios. Subito dopo la fuga però, il protagonista scopre un negozio di animali in fiamme. Dopo aver eroicamente salvato tutti gli animali dall'incendio (inclusi i serpenti), Pee-wee sviene sul marciapiede della strada, proprio quando i pompieri e la polizia arrivano. Mentre i paramedici sono intenti a risvegliarlo, un pompiere discute con un poliziotto definendo Pee-wee un eroe. Il poliziotto però non lo ascolta e mette il protagonista agli arresti per i disastri che ha combinato.
Pee-wee viene in seguito liberato e portato dal presidente della Warner Bros., il quale, venuto a conoscenza delle peripezie che ha dovuto sopportare per riprendersi la sua bicicletta, gli propone di vendere i diritti d'autore sulla sua storia per farne un film, in modo così da compensare i danni subiti e lui accetta la proposta.
Il film si conclude con Pee-wee che guarda la première della pellicola in un drive-in insieme ai compagni incontrati nel viaggio, tra cui Dottie e Francis; quest'ultimo, invidioso del successo di Pee-wee, si spaccia per suo amico davanti ai giornalisti presenti e tenta di guidare la sua bicicletta per fare bella figura, salvo poi essere catapultato via dal sedile a espulsione del veicolo. Pee-wee decide quindi di andare via con Dottie, affermando di aver già "vissuto" l'avventura sullo schermo.

## Produzione

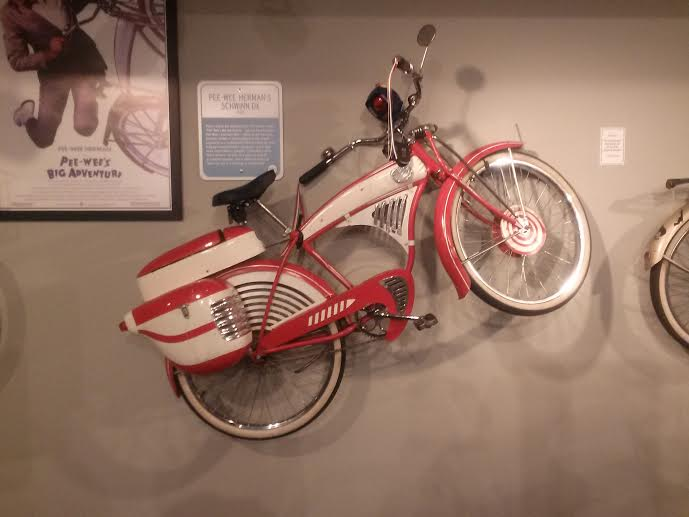
Una delle biciclette utilizzate nel film, esposta al Carnegie Science Center di Pittsburgh, in Pennsylvania

Oltre a essere il primo film di Burton, è anche il primo incontro del regista con il musicista Danny Elfman, con il quale in futuro collaborerà in tutte le sue pellicole (fatta eccezione per Ed Wood, Sweeney Todd - Il diabolico barbiere di Fleet Street e Miss Peregrine - La casa dei ragazzi speciali).
Il protagonista è Pee-wee Herman (interpretato da Paul Reubens), personaggio che negli anni ottanta era già molto popolare per lo spettacolo The Pee-wee Herman Show, che si ritrova in giro per gli USA con lo scopo di ritrovare la sua preziosa e amata bicicletta. Il film fu un successo sia finanziariamente che nella critica e divenne così un film culto.
Il successo di The Pee-wee Herman Show spinse la Warner Bros. a commissionare Paul Reubens per la scrittura di un copione per un lungometraggio su Pee-wee Herman. L'idea originale di Reubens era di fare un remake de Il segreto di Pollyanna con Pee-wee Herman nel ruolo di Hayley Mills. Reubens dichiarò che Pollyanna era il suo film preferito. Arrivato alla metà della scrittura, Reubens notò che tutti alla Warner Bros. avevano una propria bicicletta, cosa che lo ispirò a iniziare un nuovo copione.
Avendo abbandonato la Disney e avendo ricevuto positive recensioni con il suo Frankenweenie tra gli studi cinematografici, Tim Burton era alla ricerca della possibilità di dirigere un lungometraggio. Quando Reubens e i produttori di Pee-wee's Big Adventure videro il lavoro di Burton con Vincent e Frankenweenie, decisero che Burton poteva essere un eccellente regista per il loro film. Da parte sua, Burton si sentì "connesso" alla personalità di Reubens e allo humour di Pee-wee's Playhouse. Dopo l'ingaggio di Burton, Reubens, Phil Hartman e Michael Varhol elaborarono nuovamente il copione.
Le location inclusero Glendale, Pomona, Santa Monica, Burbank e Cabazon in California e Alamo in Texas. Burton e Reubens ebbero tensioni con i produttori esecutivi della Warner Bros. riguardo al programma di ripresa. Tim Burton ingaggiò il suo compagno di classe alla California Institute of the Arts Rick Heinrichs per le scene che includevano l'animazione stop-motion. Inoltre Danny Elfman ebbe la possibilità di eseguire la colonna sonora di un film per la prima volta. Al tempo, Elfman era il cantante di punta dei Oingo Boingo, ma la collaborazione tra Burton ed Elfman sarebbe continuata per quasi tutti i successivi film del regista.

## Distribuzione
Pee-wee's Big Adventure è stato proiettato negli Stati Uniti d'America per la prima volta il 9 agosto 1985 in 829 teatri cinematografici.
Il film è uscito in DVD in Italia nel marzo 2006.

## Accoglienza

### Incassi
Il film ha incassato 4.545.847 dollari durante la sua prima settimana; complessivamente arrivò ad accumulare 41.047.344 dollari, quasi 6 volte superiore al budget iniziale (7 milioni), facendone così un successo finanziario.

### Critica
Le recensioni della critica all'uscita furono miste, ma il film è diventato col tempo un cult movie.
Su Rotten Tomatoes il film ha ottenuto il 78% dei giudizi professionali positivi, con un voto medio di 7,3 su 10, basato su 112 recensioni; il consenso critico del sito recita: "Pee-Wee's Big Adventure porta intatto il famoso personaggio di Paul Reubens sul grande schermo, insieme a tanta sciocchezza ispirata da stupire i bambini di tutte le età".
Christopher Null di FilmCritic.com ha recensito il film positivamente, definendolo "il più strano film di Burton". La rivista Variety ha comparato Paul Reubens a Charlie Chaplin e a Buster Keaton mentre l'Empire ha definito il film "un capolavoro comico" e "un abbagliante debutto" per Burton.
Il successo finanziario del film, assieme a quello di Beetlejuice, convinse la Warner Bros. a ingaggiare Burton per la regia del film Batman del 1989.

## Influenze culturali
- Nella serie televisiva I Griffin ci sono vari riferimenti e parodie dal film come alcune comparse del personaggio o la parodia della scena della macchina della colazione.
- Il video musicale di Burn In Hell dei Twisted Sister è incentrato su questo film; nel video infatti ci sono le scene principali della trama alternate a scene in cui si vedono suonare i componenti del gruppo.
- Il gruppo Au Revoir Simone per il nome ha preso spunto da una frase del film.
- La musica che si sente durante la scena dell'incubo con i clown-medici (originariamente composta da Danny Elfman) è stata utilizzata nel videogioco Grand Theft Auto V, in una delle missioni secondarie di Trevor.

## Riconoscimenti
- Young Artist Award
  - 1986 - Candidatura al miglior film per famiglie - commedia o musicale
- TV Land Award
  - 2008 - Candidatura alla sequenza di danza del film che hai rievocato nel tuo salotto per Tequila